# Marija Il'inična Ul'janova
Marija Il'inična Ul'janova (in russo Мария Ильинична Ульянова?; Simbirsk, 18 febbraio 1878, 6 febbraio del calendario giuliano – Mosca, 12 giugno 1937) è stata una rivoluzionaria, politica e giornalista russa e sovietica.

## Biografia
Sorella minore di Lenin, aderì al movimento socialdemocratico russo fin dal 1898 e alla frazione bolscevica dalla nascita della corrente, nel 1903. Ripetutamente arrestata dalla polizia zarista e condannata a vari periodi di confino, dovette interrompere gli studi presso l'Università di Mosca ed emigrò a Parigi, dove per qualche tempo frequentò la Sorbona. Rientrata in Russia, subì ulteriori arresti. Nel 1917, dopo la rivoluzione di febbraio divenne membro del collegio di redazione e segretaria responsabile della Pravda, dove avrebbe lavorato fino al 1929.
Dopo la morte di Lenin e la pubblicazione del suo presunto testamento, difese Stalin dagli oppositori riguardo l'amicizia dell'«uomo d'acciaio» con il celebre fratello. Dal 1925 fu nella Commissione centrale di controllo e dal 1934 nella Commissione del controllo sovietico. Nel 1933 venne insignita dell'Ordine di Lenin e dal 1935 fu inoltre deputata del Comitato esecutivo centrale dell'URSS. Morì due anni dopo a causa di un infarto e venne sepolta presso la necropoli delle mura del Cremlino.